# Retablo de San Miguel Arcángel (Ventosa de la Cuesta)

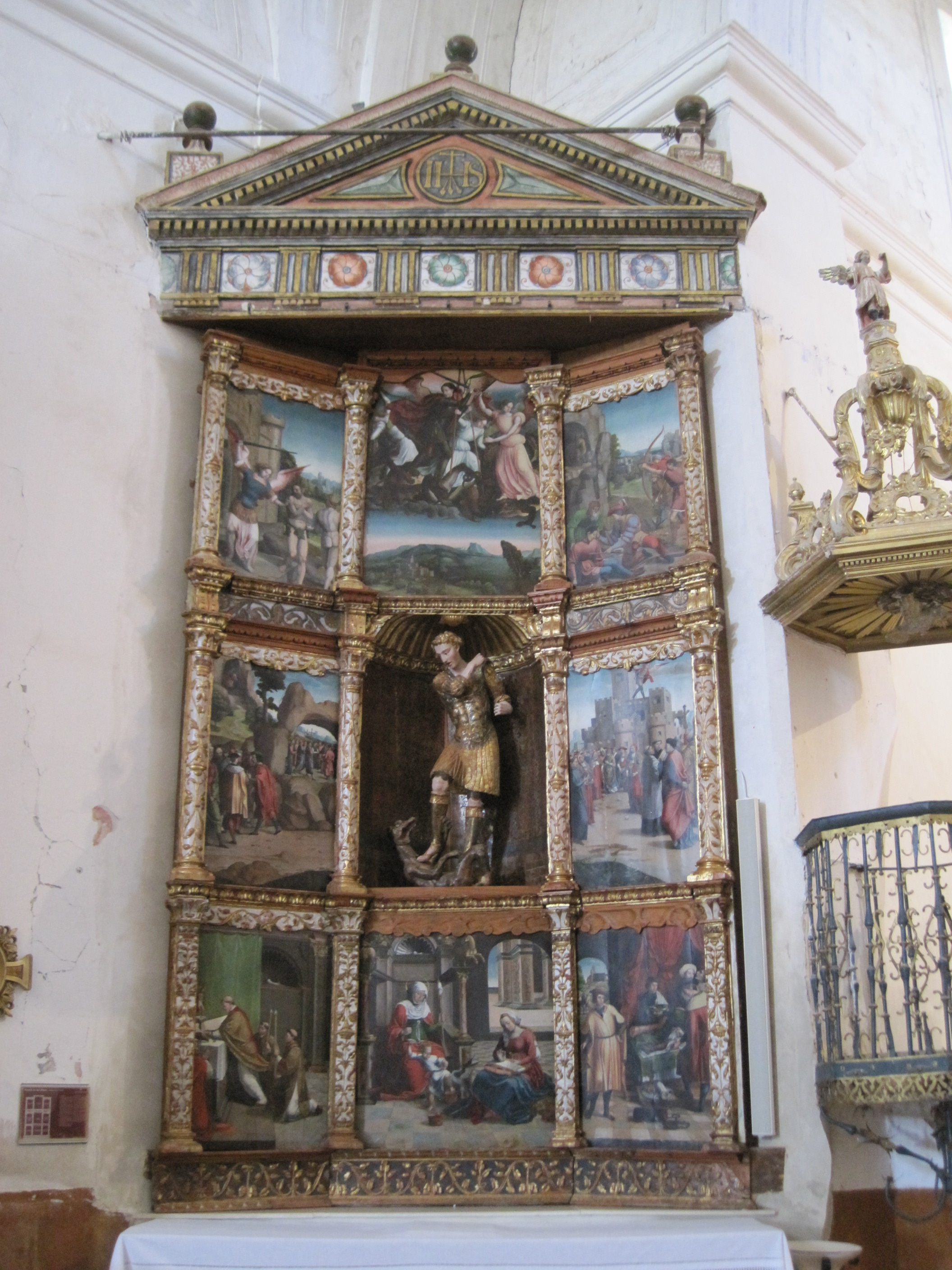
Retablo de San Miguel Arcángel. Siglo XVI

El retablo de San Miguel Arcángel se encuentra en la iglesia parroquial de Santa María de la Asunción en el municipio de Ventosa de la Cuesta, provincia de Valladolid, España. Su estructura está hecha en madera policromada que ampara una serie de óleos sobre tabla atribuidos al Maestro de Becerril con fecha de c. 1530. Se considera una obra pictórica castellana de gran calidad. En el centro y en escultura de bulto redondo hay una gran talla del santo titular.

## Descripción
La mazonería tiene una estructura vertical, alargada, pintada y dorada según el estilo renacentista temprano que no incluía todavía los grutescos y mascarones. Está recubierta por un fondo de pintura blanca sobre el que se aplicó el dorado formando dibujos vegetales a candelieri. Esta técnica de dorar sobre fondo blanco fue muy utilizada en los retablos de la época. Los temas versan esencialmente sobre episodios y milagros de San Miguel inspirados en las narraciones escritas por Santiago de la Vorágine.
Está dividido en tres calles y tres cuerpos; la calle central es más ancha. Los nueve compartimentos están limitados por pilastras y medias columnas. El conjunto estaría probablemente rematado con arcos de medio punto sobre el final de cada calle, según era lo habitual en los años de su realización, pero debió perderse y en el siglo XVII se añadió un ático con friso y frontón triangular rematado por bolas.
Primer cuerpo

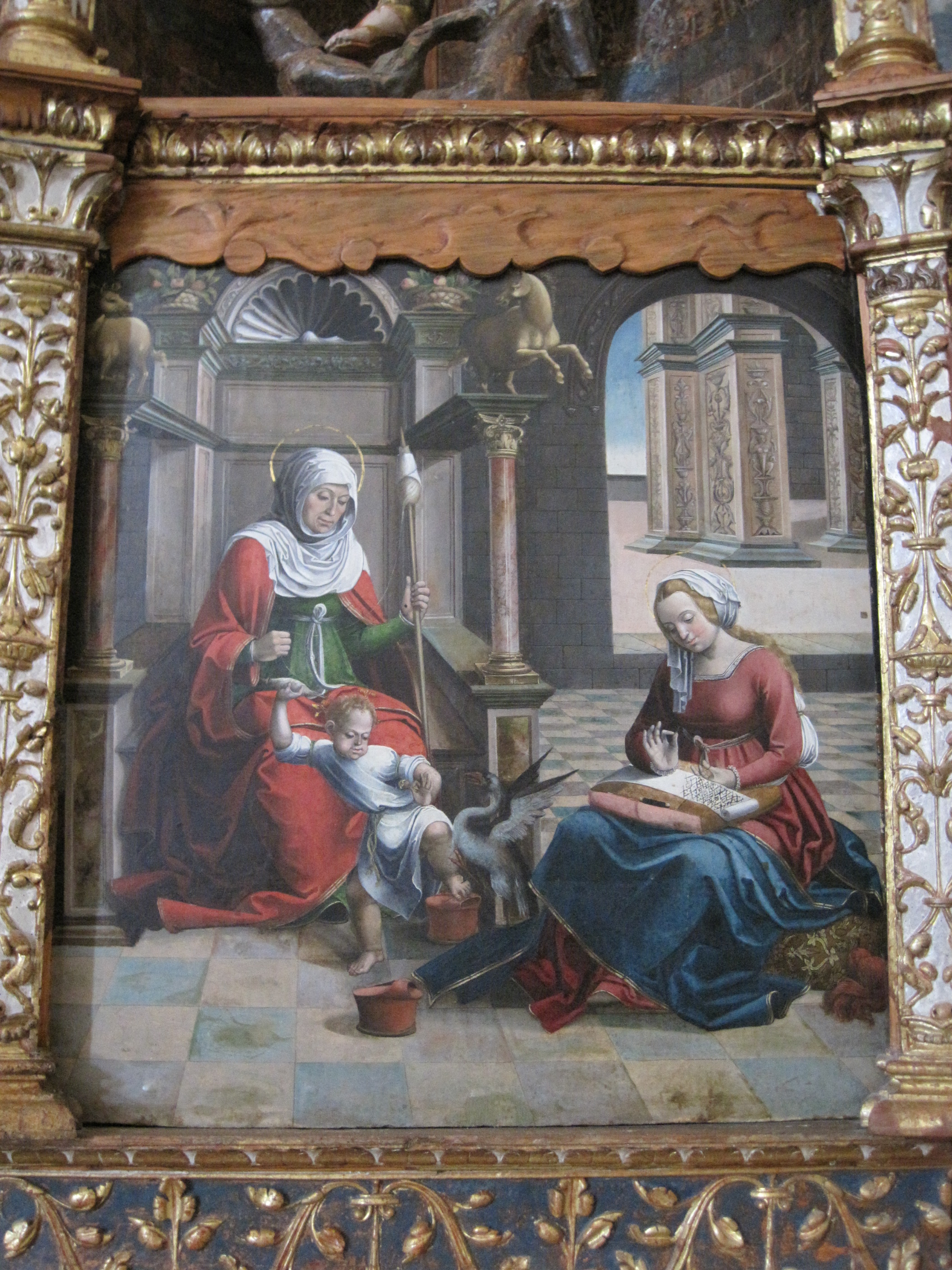
Escena de la Santa Generación

La tabla central representa la escena de la Santa Generación, es decir, Santa Ana, la Virgen y Jesús. Están situados en un ambiente familiar, de vida cotidiana donde se ve a la Virgen bordando, al Niño jugando y a Santa Ana, su abuela, cuidándole atentamente. La arquitectura y los muebles son renacentistas; al fondo a la derecha se ve parte de un edificio decorado con dibujos vegetales a candelieri y detrás de Santa Ana hay una venera, tan característica del momento.
La tabla de la derecha representa el milagro de los santos médicos Cosme y Damián en el momento de hacer el trasplante de una pierna al diácono Vespasiano. Es uno de los temas recurrentes en la historia de la pintura. El diácono se hallaba moribundo a causa de una grave enfermedad en una de sus piernas. Invocó y rezó a los dos médicos que efectivamente aparecieron para efectuar una operación milagrosa consistente en amputar la pierna enferma y trasplantar una pierna sana de una persona que había muerto. La operación, según cuenta la leyenda fue un éxito.
La tabla de la izquierda tiene como tema otro milagro recurrente, la Misa de San Gregorio: La leyenda dice que estando el papa Gregorio Magno diciendo misa en la Iglesia de la Santa Cruz de Jerusalén en Roma, uno de los fieles dudó de la presencia de Cristo al consagrar la hostia. En ese momento se apareció Cristo mostrando las llagas y con los Arma Christi. Quiso el Papa conmemorar este milagro encargando una pintura que narrase lo sucedido. La leyenda se extendió por toda la cristiandad en libros, estampas y pinturas.
Segundo cuerpo

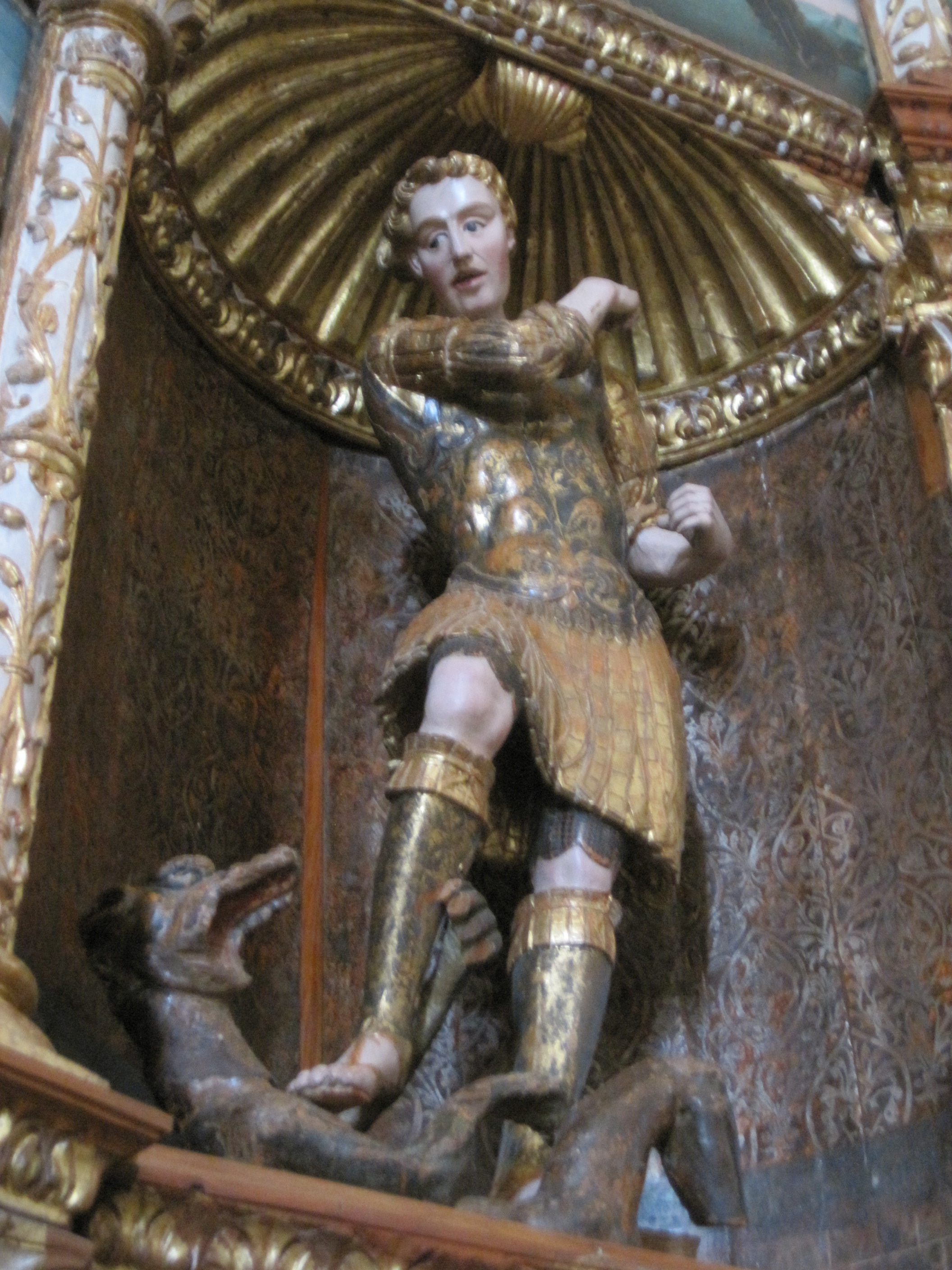
Escultura de bulto redondo de San Miguel

En el gran hueco del centro se sitúa la escultura de bulto redondo en madera policromada del arcángel bajo una gran venera dorada; está blandiendo su espada amenazadora contra el demonio que tiene a los pies.
La tabla de la derecha representa uno de los milagros del santo ángel y de nuevo es coprotagonista el papa Gregorio Magno. En la ciudad de Roma se había desatado una terrible epidemia de peste. El papa Gregorio organizó rogativas y procesiones pidiendo clemencia para que la peste desapareciera. Al pasar cerca del monumento conocido como el mausoleo de Adriano apareció en todo lo alto San Miguel con su espada ensangrentada como señal de que la enfermedad había remitido. Tras el milagro el monumento se dedicó al arcángel pasando a llamarse Castillo Sant'Angelo. La pintura representa el momento de la procesión cuando se aparece el arcángel por encima del mausoleo. Dicho mausoleo está pintado como un castillo medieval lo que prueba que su autor no conocía este monumento romano ni siquiera a través de estampas. La tabla de la izquierda es posible que represente el milagro  del Monte Saint-Michel relacionado también con la aparición de un toro.
Tercer cuerpo
La tabla de la derecha representa el milagro del monte Gargano. En el año 390 vivía en Siponto (Italia) un ganadero de ovejas y bueyes llamado Gargano. En una ocasión uno de los toros se apartó de la manada para ir a refugiarse en lo alto del monte y en el interior de una cueva. El animal se resistía a moverse por lo que un arquero le lanzó una flecha que por el camino tomó el rumbo contrario viniendo a clavarse en su propio ojo. Recurrió entonces al obispo quien con sumo cuidado pudo arrancar la flecha siguiendo las instrucciones de San Miguel que además mostró su deseo de que se edificase allí un santuario dedicado a su nombre. La pintura muestra el momento en que el arquero es herido.
En la tabla del centro se representa San Miguel en el combate contra los ángeles malos:

Hubo un gran combate en los cielos. Miguel y sus ángeles lucharon contra el Dragón. También el Dragón y sus ángeles combatieron, pero no prevalecieron y no hubo ya lugar en el Cielo para ellos. Y fue arrojado el Dragón, la Serpiente antigua, el llamado Diablo y Satanás, el seductor del mundo entero; fue arrojado a la tierra y sus ángeles con él. (Apocalipsis 12, 7-9)

En la izquierda de nuevo una alusión a la Biblia, con la expulsión de Adán y Eva del Paraíso.

## El autor
El Maestro de Becerril fue estudiado en el siglo XX cuando se descubrieron nuevas obras, estudios realizados por el profesor Matías Díaz Padrón (que estudió especialmente este retablo) y otros historiadores. Su trabajo le sitúa en lugar destacado entre los pintores castellanos del siglo XVI. Los temas pictóricos y el estilo demuestran la influencia flamenca y el despertar del Renacimiento italiano. Esta fusión de influencias son comunes a las artes plásticas del siglo XVI.